# Ted Sarandos
Theodore (Ted) Anthony Sarandos jr. (Phoenix, 30 juli 1964) is een Amerikaanse zakenman en producent. Sinds juli 2020 deelt hij samen met Reed Hastings de functie van Chief Executive Officer (CEO) bij streamingdienst Netflix. Daarnaast is hij ook al sinds 2000 actief als de Chief Content Officer (CCO) van Netflix.

## Biografie
Ted Sarandos werd in 1964 geboren in Phoenix (Arizona). Zijn vader was een elektricien en zijn moeder was een huisvrouw. Hij heeft drie oudere zussen en een jongere broer. Zijn grootvader langs vaderszijde was van het Griekse eiland Samos afkomstig en droeg oorspronkelijk de familienaam Kiriazakis. Toen zijn grootvader als jongeman naar de Verenigde Staten migreerde, veranderde hij de naam in Sarandos.
Sinds 2009 is hij getrouwd met Nicole Avant, gewezen Amerikaans ambassadeur en dochter van gewezen Motown-voorzitter Clarence Avant. De twee leerden elkaar kennen via filmproducent Lawrence Bender. Voorheen was hij gehuwd met Michelle, met wie hij twee kinderen kreeg.
In zijn jeugdjaren interviewde Sarandos acteur Ed Asner voor zijn schoolkrant. Via Asner kwam hij nadien met andere artiesten uit de entertainmentsector in contact. Later studeerde hij aan Glendale Community College. Hij begon ook studies aan de Arizona State University, maar maakte ze niet af omdat hij manager kon worden van de videotheek waar hij al sinds de highschool werkte.

## Carrière
Van 1983 tot 1988 was hij de manager van acht videotheken van de keten Arizona Video Cassettes West. Nadien werd hij regionaal directeur van de verkoopafdeling van East Texas Distributors (ETD), dat toen een van de grootste videodistributeurs in de Verenigde Staten was. Later werd hij ook vicevoorzitter van de merchandisingsafdeling van de grote videoketen West Coast Video.
In 1999 ontmoette hij Netflix-CEO Reed Hastings en een jaar later sloot hij zich bij het bedrijf aan. Bij Netflix werd hij de Chief Content Officer (CCO). Onder zijn leiding begon de streamingdienst vanaf 2012 originele content aan te bieden, waaronder series als Lilyhammer (2012), House of Cards (2013) en Orange Is the New Black (2013). In de eerste twee seizoenen van House of Cards werd 100 miljoen dollar geïnvesteerd. Bij Netfix maakt Sarandos gebruik van big data en algoritmes om te bepalen welke content de streamingdienst moet maken en aanbieden aan zijn gebruikers.
In oktober 2014 sloot Netflix een deal met komiek Adam Sandler voor de productie van vier films. De keuze voor Sandler werd bekritiseerd en ter discussie gesteld omdat de films van de acteur meestal negatieve recensies krijgen. Zo wordt Sandlers komedie Jack and Jill (2011) regelmatig bestempeld als een van de slechtste films ooit. Sarandos beantwoordde de kritiek door te stellen dat Sandler een filmster is die goed in de markt ligt bij een internationaal publiek. Hoewel ook de producties die Sandler voor Netflix maakte door de Amerikaanse filmpers negatief beoordeeld werden, werd de samenwerking met de acteur in 2017 verlengd door Netflix.
In juli 2020 werd Sarandos gepromoveerd tot co-Chief Executive Officer (CEO) en opgenomen in de raad van bestuur van het bedrijf. Daarnaast bleef hij ook actief als CCO.